# Guidelines international network

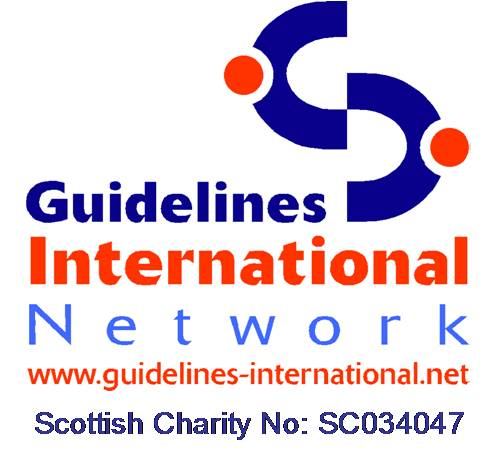

Le Guidelines International Network (G-I-N) est un réseau international d'organisations et d'individus évoluant dans le domaine des recommandations pour la pratique clinique (développement et mise en œuvre).
Fondée en novembre 2002, G-I-N est une association sans but lucratif (Scottish Guarantee Company SC243691 et Scottish Charity SC034047). En février 2011, 93 organisations et 77 individus sont membres de l'organisation. Ils représentent environ 45 pays.
L'objectif du réseau est d'améliorer la qualité des soins de santé en favorisant le développement et la mise en œuvre systématique des recommandations pour la pratique clinique par le biais de la collaboration internationale,.
Avec plus de 7000 références (février 2011) la G-I-N International Guideline Library est la plus large bibliothèque de recommandations pour la pratique clinique. Les documents qui y sont contenus émanent des membres du réseau et sont mis à jour régulièrement.

## Objectifs
Les principaux objectifs du réseau sont les suivants:
- Promouvoir les meilleures pratiques[4]
- Réduire la duplication des efforts
- Echanger et accroître les connaissances dans le domaine

## Activités
Le réseau organise des conférences annuelles permettant d'échanger sur les thématiques liées aux recommandations pour la pratique clinique et de découvrir de nouvelles méthodes. Afin de permettre au plus grand nombre d'y participer et de diffuser la connaissance les conférences sont organisées dans diverses régions du globe :
- 2005 Lyon, France
- 2006 Budapest, Hongrie
- 2007 Toronto, Canada
- 2008 Helsinki, Finlande
- 2009[6] Lisbonne, Portugal
- 2010[7] Chicago, États-Unis
- 2011 Séoul, Corée

G-I-N a développé des groupes de travail afin de faciliter la mise en commun des ressources et le travail en groupe sur des problèmes communs:
- Les tables d'évidences [9]
- L'adaptation des recommandations pour la pratique[10],[11]
- La mise en œuvre des recommandations[12]
- Les professions paramédicales et les recommandations[13]
- L'implication du public et des patients (G-I-N PUBLIC)[14],[15]
- Les soins d'urgence[16]

## Membres
La liste des membres du réseau peut être consultée en ligne sur le  site internet du G-I-N

## Liens
- (en + es) Site internet du G-I-N
- (en) enGINe, la lettre d'information du G-I-N